# لانا پاریلا
لانا پاریلا (به انگلیسی: Lana Parrilla) (زاده ۱۵ ژوئیه ۱۹۷۷) بازیگر پورتوریکو-آمریکایی است. او بخاطر نقش‌هایش در تلویزیون و رادیو شناخته شده‌است. او از سال ۲۰۰۰ تا ۲۰۰۱ در پنجمین فصل از سریال ABC sitcom Spin City عضو دائمی بازیگران بود. او بعداً در سریال (Boomtown (2002-2003، ثروت باد آورده (۲۰۰۶)، (Swingtown (2008 و به عنوان دکتر اوا زمبرانو در درام میامی پزشکی (۲۰۱۰) که یک مینی سریال است بازی کرده. او همچنین در فصل چهارم سریال ۲۴ در سال ۲۰۰۵ نقش سارا گاوین را بازی کرد. از سال ۲۰۱۱ تا ۲۰۱۸ در سریال تخیلی روزی روزگاری در نقش رجینا میلز/ملکهٔ شیطانی هم بازی کرده‌است. در سال ۲۰۱۶ در مراسم تین چویز اواردز برندهٔ جایزهٔ بازیگر تلویزیون در ژانر علمی تخیلی/فانتزی شد.
او به خاطر بازی در سریال‌های اسپین سیتی، ۲۴ و بوم‌تاون مشهور شده‌است.

## زندگی
پاریلا در سال ۱۹۷۷ در شهر بروکلین نیویورک زاده شد. مادر او، دلویس دی آزارا، از اجداد سیسیلی است و پدرش سام پاریلا (۹۴–۱۹۴۳)، بازیکن بیس بال اهل پورتوریکو که به مدت ۱۱ فصل حرفه ای بازی کرده‌است (۷۳–۱۹۶۳)از جمله با لیگ بزرگ فیلادلفیا فیلیز به عنوان یک مربی خارجی برای یک فصل بوده‌است (۱۹۷۰). او همچنین خواهرزاده کندیس آزارا بازیگر آمریکایی برادوی و تلویزیون است.
او در بوئور هیل بزرگ شد و از دبیرستان فورت همیلتون در بی ریج فارغ‌التحصیل شد.
لانا برای یادگیری بازیگری در بورلی هیلز در لس آنجلس - کالیفرنیا تحصیل کرد.

## زندگی حرفه ای

### ۱۹۹۰–۲۰۱۰
در ابتدای کار، لانا در چندین فیلم از جمله مردان بسیار متوسط (۲۰۰۰)، عنکبوتها (۲۰۰۰) و ستاره‌های یخ زده (۲۰۰۳) ظاهر شد. او اولین کار تلویزیونی خود را در سال ۱۹۹۹ به نام بزرگ شده‌ها آغاز کرد. در سال ۲۰۰۰، او به بازیگران سریال کمدی ABC Spin City پیوست و برای یک فصل در نقش آنجی اردونز بازی کرد. او در سال ۲۰۰۱ از این سریال رفت. پس از آن او به دانی والبربرگ و نیل مک دوناف در درام کوتاه جرم و جنایت Boomtown پیوست و به همین دلیل جایزه Imagen را برای بهترین بازیگر نقش مکمل زن دریافت کرد، برای به تصویر کشیدنش بازی در نقش ترزا. این سریال بعد از پخ دو فصل کنسل شد.
لانا در تعدادی از درام‌های تلویزیونی به عنوان بازیگر مهمان بازی کرده‌است از جمله JAG،شیش فوت زیر زمین، امور پنهانی، متوسط، مدافعان و تعقیب. وی در سال ۲۰۰۴ به عنوان افسر جانت گرافتون در NYPD Blue حضور پیدا کرد. در سال ۲۰۰۵، پریلا در فصل چهارم سریال ۲۴ به عنوان سارا گاوین، عامل واحد مبارزه با تروریسم بازی کرد. پس از تنها شش قسمت، لانا به عنوان بازیگر معمولی پذیرفته شد. اما در قسمت سیزدهم از سریال رفت.
در سال ۲۰۰۶، پریلا در سریال تابستانی NBC با عنوان Windfall در کنار لوک پری ،سارا واینتر عضو سابق بازیگران سریال ۲۴،جیسون گدریک بازیگر سریال boomtown همبازی شد. در سال ۲۰۰۷، او در فصل سوم سریال گمشده در قسمت‌های «بزرگترین بازدید» و «از طریق شیشه به دنبال» به عنوان گرتا بازی کرد. در سال ۲۰۰۸ در فیلم زندگی دوگانه النور کندال بازی کرده‌است. همچنین در آن سال او در سریال تابستانی Swingtown به عنوان ترینا دکر بازی کرد. در سال ۲۰۱۰، لانا نقش اصلی زن را در میامی پزشکی تولید شده توسط جری بروکهایمر در CBS داشت؛ که بعد از ۱۳ قسمت کنسل شد.

### ۲۰۱۱-اکنون
او در فوریه ۲۰۱۱ به عنوان شهردار رجینا میلز/ملکهٔ شیطانی درقسمت اول سریال درام فانتزی روزی روزگاری بازی کرد که توسط ادوارد کیتسیس و آدام هورویتز تهیه شد و بعد از مدتی قسمت اول پخش شد. یعنی در اکتبر ۲۰۱۱. قسمت آزمایشی توسط ۱۲٫۹۳ میلیون بیننده مشاهده شد و به رده‌بندی ۱۸/۴۹ بزرگسالان / سهم ۴٫۰ / ۱۰ در فصل اول دست یافت، با دریافت نظرات کلی از طرف منتقدین.
عملکرد پاریلا همچنین انتقادات مثبتی از منتقدان دریافت کرد. در سال ۲۰۱۲ و ۲۰۱۳ برای یک جایزه امی در بخش بازیگر نقش مکمل زن برجسته در گروه سریال درام در نظر گرفته شد، اگرچه نامزدی دریافت نکرد. او در سال ۲۰۱۲ برنده جایزه Guide Award برای فیلم‌های مورد علاقه نقش شرور و جایزه ALMA برای بازیگر زن برجسته در یک سریال درام شد. پاریلا همچنین نامزد دریافت بهترین بازیگر نقش مکمل زن در تلویزیون از ۳۸مین جوایز sturn بود. پاریلا به دلیل ایفای نقشش در Once Upon a Time، گروه قابل توجهی از طرفداران در سراسر جهان بدست آورد و همچنان به حضور در برنامه‌های طرفداران ادامه می‌دهد.

## زندگی شخصی
در ۲۸ آوریل ۲۰۱۳، پاریلا در اسرائیل با فرد دی بلسیو نامزد کرد. کمی بعد از شروع فیلمبرداری فصل۴ روزی روزگاری، آن‌ها در ۵جولای ۲۰۱۴ باهم ازدواج کردند. پاریلا در اول اوت ۲۰۱۴ این خبر را در توییتر خود تأیید کرد. اما در ۵ نوامبر ۲۰۱۸ طلاق گرفتند که لانا در یک پست اینستاگرامی در تاریخ ۱۳ آوریل ۲۰۱۹ این خبر را به طرفداران خودش گفت.

## فیلم‌شناسی

### فیلم
| Year | Title             | Role       | Notes |
| ---- | ----------------- | ---------- | ----- |
| ۲۰۰۰ | مردان بسیار متوسط | تِرِسا       |       |
| ۲۰۰۰ | عنکبوت‌ها          | مارسی ایر  |       |
| ۲۰۰۱ | Semper Fi         | فزماندهٔ زن |       |
| ۲۰۰۳ | ستاره‌های یخ زده   | لیزا واسکز |       |
| ۲۰۰۵ | آخرین راند        | آنتوآنت    |       |
| ۲۰۲۰ | جمع‌کننده ی مالیات |            |       |

### سریال
| Year        | Title                    | Role                               | Notes |
| ----------- | ------------------------ | ---------------------------------- | --- |
| ۱۹۹۹        | بزرگ شده‌ها               | پیشخدمت                            | |
| ۲۰۰۰        | از خواب غفلت بیدار شدن   | پرستار لورنا                       | قسمت:گفتم قلب پارت اول |
| ۲۰۰۰        | اسپین سیتی               | آنجی اردونز                        | ۲۱ قسمت |
| ۲۰۰۲        | جاگ                      | ستوان استفانی دوناتو               | قسمت:سر تا پا |
| سپر         | سدونا تلز                | قسمت:محافل                         | |
| ۲۰۰۲        | بوم تاون                 | تریسا اورتیز                       | ایمجن اواردز برنده ی جایزه ی نقش مکمل زن |
| ۲۰۰۴        | NYPD آبی                 | افسر جنت گرافتون                   | ۳ قسمت |
| شیش فوت زیر | مایلی                    | قسمت:ترور در خانه شروع می‌شود"جرات" | |
| ۲۰۰۵        | ۲۴                       | سارا گاوین                         | نقش مهمان/۱۲ قسمت |
| ۲۰۰۶        | ثروت باد آورده           | نینا شیفر                          | ۱۳ قسمت |
| ۲۰۰۶        | گمشده                    | گرتا                               | قسمت‌ها:بزرگترین بازدید ها/از طریق شیشه به دنبال |
| ۲۰۰۸        | چرخش                     | ترینا دکر                          | ۱۳ قسمت |
| ۲۰۰۸        | زندگی دوگانهٔ النور کندال | نلی گیندز                          | فیلم تلویزیونی |
| ۲۰۱۰        | بیمارستان میامی          | دکتر ایوا زمبرانو                  | ۱۳ قسمت |
| ۲۰۱۰        | امور پنهانی              | جولیا سوارز                        | قسمت:South Bound Suarez |
| ۲۰۱۰        | متوسط                    | لیدیا هالستروم                     | قسمت:بازی |
| ۲۰۱۰        | مدافعان                  | بتی                                | قسمت:لاس وگاس در برابر جانسون |
| ۲۰۱۱        | تعقیب کردن               | ایزابلا                            | قسمت:نارکو پارت ۱ |
| ۲۰۱۱–۱۸     | روزی روزگاری             | رجینا میلز / ملکه ی شیطانی         | ۱۵۶ قسمت/ تین چیوز اوارد برنده جایزه بازیگر نقش اول ژانر علمی-فانتزی جایزه ALMA برای بازیگر مطرح تلویزیون - درام ۲ بار نامزد جایزه gudie تلویزیون برای شرور مورد علاقه (یکبار برنده)۲ بار نامزد تین چویز اوارد برای شرور تلویزیون نامزد جایزه saturn برای بهترین بازیگر نقش مکمل زن در تلویزیون |
| ۲۰۲۰‍        | چرا زنان می‌کشند          | ریتا کاستیو                        | ۱۰ قسمت (نقش اصلی) |

## جوایز و نامزدی‌ها
| Year | Award                                                                      | Nominated work | Result   |
| ---- | -------------------------------------------------------------------------- | -------------- | -------- |
| ۲۰۰۳ | جایزه Imagen برای بهترین بازیگر نقش مکمل زن                                | بوم تاون       | پیروز    |
| ۲۰۰۸ | جایزه ALMA برای بازیگر زن برجسته در یک سریال تلویزیونی درام                | چرخش           | نامزدشده |
| ۲۰۱۲ | جایزه guide تلویزیون برای شرور مورد علاقه                                  | روزی روزگاری   | پیروز    |
| ۲۰۱۲ | جایزهsaturn برای بهترین بازیگر نقش مکمل زن در تلویزیون                     | روزی روزگاری   | نامزدشده |
| ۲۰۱۲ | جایزه تین چویز اواردز برای شرور تلویزیون                                   | روزی روزگاری   | نامزدشده |
| ۲۰۱۲ | جایزه ALMA برای بازیگر مطرح تلویزیون - درام                                | روزی روزگاری   | پیروز    |
| ۲۰۱۳ | جایزه تأثیر NHMC                                                           | روزی روزگاری   | پیروز    |
| ۲۰۱۳ | جایزهٔ تین چویز اواردز برای شرور تلویزیون                                   | روزی روزگاری   | نامزدشده |
| ۲۰۱۳ | جایزه بنیاد Imagen برای بهترین بازیگر زن / تلویزیون                        | روزی روزگاری   | نامزدشده |
| ۲۰۱۶ | جایزه تین چویز اواردز برای بهترین بازیگر نقش اول تلویزیون ژانر علمی-فانتزی | روزی روزگاری   | پیروز    |
| ۲۰۱۷ | جایزه تین چویز اواردز برای بهترین بازیگر نقش اول تلویزیون ژانر علمی-فانتزی | روزی روزگاری   | نامزدشده |
| ۲۰۱۸ | جایزه تین چویز اواردز برای بهترین بازیگر نقش اول تلویزیون ژانر علمی فانتزی | روزی روزگاری   | نامزدشده |